# استیون اس. ده‌نایت
استیون اسدنایت (انگلیسی: Steven S. DeKnight؛ زادهٔ) یک تهیه‌کننده و فیلم‌نامه‌نویس اهل ایالات متحده آمریکا است.